# Furcifer labordi

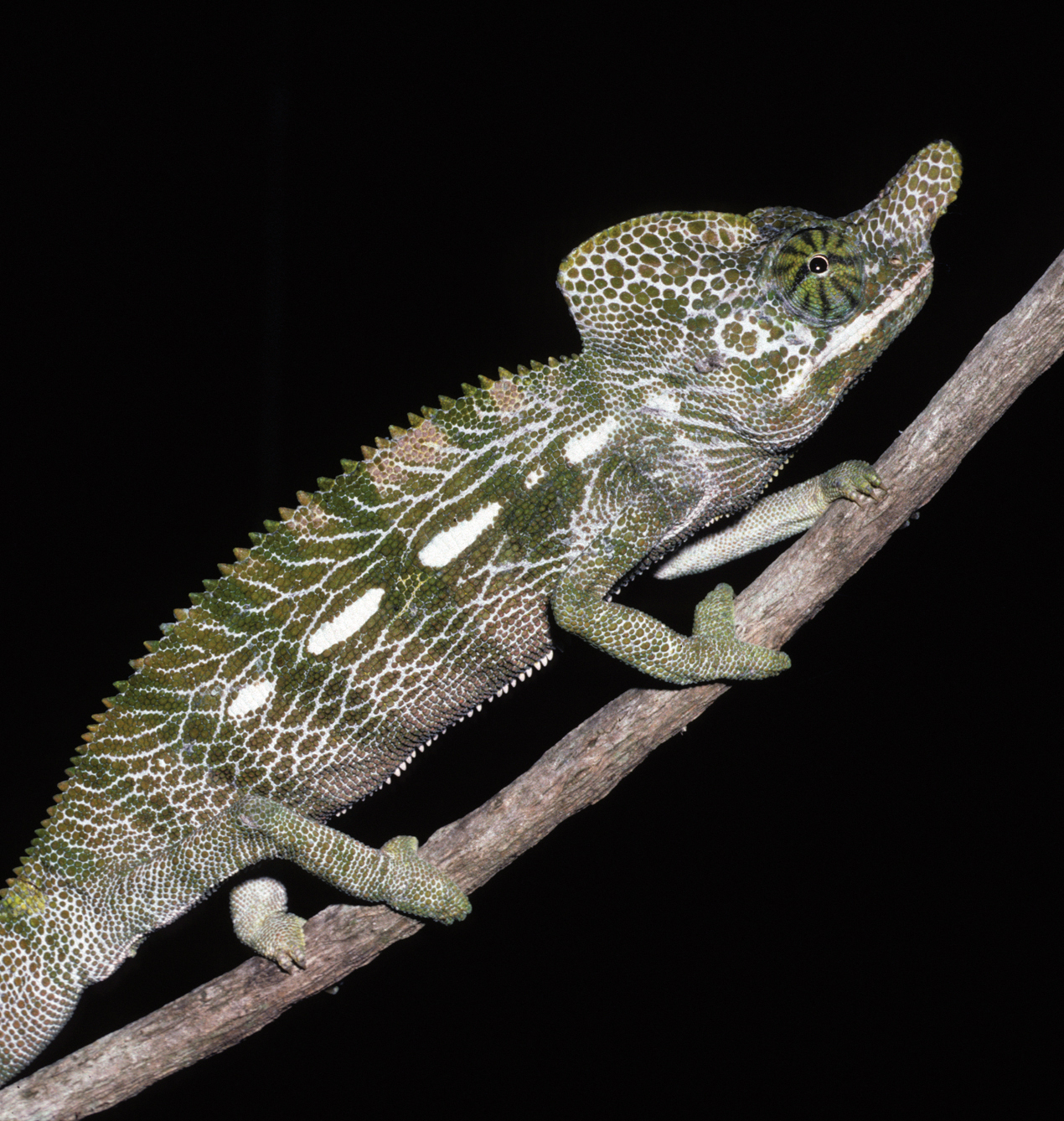
Furcifer labordi, Männchen

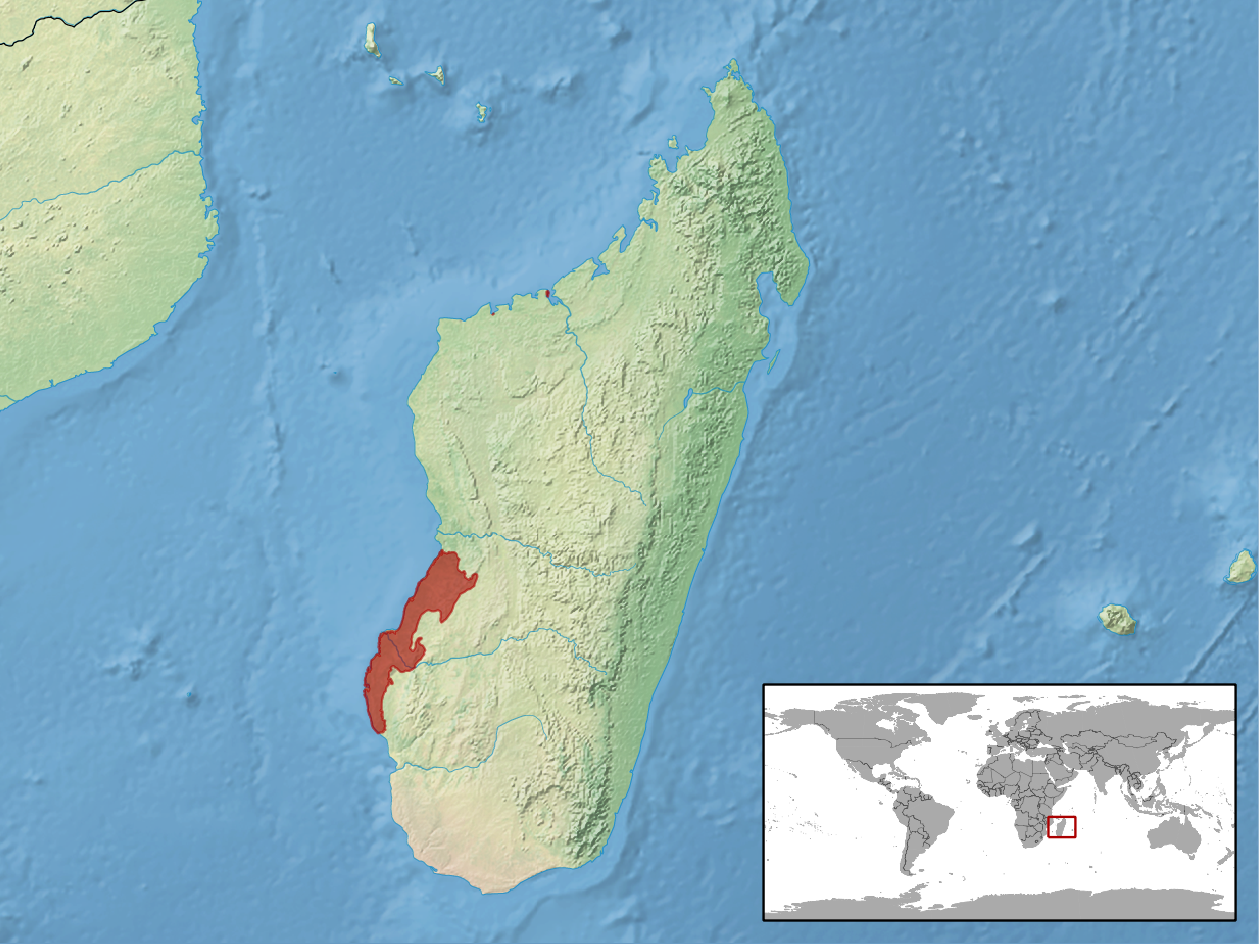
Verbreitungsgebiet auf Madagaskar

Furcifer labordi ist eine endemisch auf Madagaskar vorkommende Chamäleon-Art. Das Artepitheton ehrt den im 19. Jahrhundert auf Madagaskar lebenden französischen Abenteurer und Unternehmer Jean Laborde.

## Merkmale
Das zu den mittelgroßen Chamäleonarten zählende Furcifer labordi erreicht eine Gesamtlänge von 308 Millimetern einschließlich des Schwanzes bei den Männchen. Weibchen sind wesentlich kleiner und es besteht ein deutlicher  Sexualdimorphismus. Die Geschlechter unterscheiden sich nachdrücklich im Aussehen, wobei die Männchen grünliche Farben mit weißen Streifen an den Flanken zeigen. Weibchen haben dagegen ein wesentlich bunteres Erscheinungsbild. Das lebhafte Grün des Körpers ist bei ihnen mit violetten und blauen Markierungen an den Flanken gemustert, außerdem verzieren helle orange Zeichnungen das Rückgrat. Männchen zeichnen sich durch einen hohen, knöchernen Kopfkamm sowie einen gezackten Schuppenkamm am Rücken aus. Beide Geschlechter besitzen auffallende Nasenfortsätze, die bei den Weibchen etwas kleiner sind und im Wesentlichen zur Erkennung der Partner dienen. Die größeren Nasenfortsätze bei den Männchen werden auch bei Revierkämpfen als Waffe eingesetzt. 

## Verbreitung und Lebensraum
Die Art kommt im Südosten von Madagaskar in heißen Gegenden und niedriger Vegetation lokal vor.

## Lebensweise und Entwicklung
Die Tiere schlüpfen im November aus den von der Elterngeneration im Erdreich vergrabenen Eiern. Sie entwickeln sich außerordentlich schnell und sind bereits im Januar geschlechtsreif. Nach der Begattung und Eiablage im Februar/März sterben die erwachsenen Tiere bereits wieder. Mit einer Lebensdauer von nur vier bis fünf Monaten gilt dies als die kürzeste Lebensdauer, die jemals für ein vierbeiniges Landwirbeltier festgestellt wurde. Zwischen März und November entwickelt sich die neue Generation dann in den Eiern. Furcifer labordi verbringt demnach eine längere Zeit seines kurzen Lebens innerhalb der Eihülle als außerhalb davon. Es wird angenommen, dass die Tiere, um den ungünstigen Verhältnissen während der Trockenzeit zu entgehen, diese Zeit in den Eiern verbringen und so vor Umwelteinflüssen besser geschützt sind.
Die Alt- und Jungtiere ernähren sich von verschiedenen Insekten, die aus dem Hinterhalt erbeutet werden, indem sie ihre lange, mit einer klebrigen Spitze versehene Zunge herausschießen. Als Fressfeinde der Art treten der Madagaskarbussard (Buteo brachypterus) sowie die Schlangenarten Ithycyphus oursi, Mahafalynatter (Mimophis mahfalensis) und Madagascarophis meridionalis auf.

## Gefährdung
Da viele Lebensräume von Furcifer labordi aufgrund von Urbarmachung und landwirtschaftlicher Expansion durch den Menschen vernichtet werden, wird die Art von der Weltnaturschutzorganisation IUCN als  (vulnerable = gefährdet) eingestuft. Die illegale Entnahme einzelner Exemplare aus der Natur und widerrechtliche Übergabe in den Tierhandel stellt ebenfalls eine Bedrohung der Art dar.